# Project Engage
Project Engage ist ein japanisches Mixed-Media-Projekt von Aniplex. Eine von A-1 Pictures produzierte und von Fumiaki Maruto geschriebene Anime-Serie mit Charakterdesigns von Tsunako mit dem Titel Engage Kiss wurde im Juli 2022 erstausgestrahlt.

## Handlung
Bayron City, eine künstliche Insel im Pazifischen Ozean, wird von mysteriösen Dämonenplagen heimgesucht. Die Stadtregierung engagiert private Militärunternehmen, um diese Dämonen, genannt „D-Hazards“, zu bekämpfen. Shu Ogata führt ein solches Unternehmen namens I&S Office. Dessen einziges Mitglied ist die Oberschülerin Kisara, die in Wahrheit eine dieser Dämonen ist. Obwohl Shu wenig arbeitet und finanzielle Schwierigkeiten hat, unterstützt Kisara ihn liebevoll. Trotz seiner engen Bindung zu Kisara sucht Shu oft Hilfe bei seiner Ex-Freundin Ayano Yugiri. Sie haben früher bei einer anderen PMC namens AAA Defender Co. gearbeitet. Obwohl ihre Beziehung vorbei ist, lässt sich Ayano immer noch von Shus Bitten um Hilfe erweichen.
Shu mag wie ein Verlierer erscheinen, der von seinen Beziehungen zu zwei Frauen abhängig ist. Doch sein ehrgeiziges Ziel ist es, die Wahrheit hinter dem Vorfall mit den D-Hazards aufzudecken, bei dem seine Eltern und seine Schwester verschwanden. Gleichzeitig ist Bayron City eine aufsehenerregende Metropole, die ihren Bürgern einen luxuriösen Lebensstil verspricht, aber durch die Bedrohung der Dämonen in Gefahr ist. Die Beziehung zwischen Shu und Kisara wird von einem Vertrag geprägt, der sie dazu verpflichtet, gemeinsam gegen die D-Hazards zu kämpfen. Ihre Bindung ist jedoch kompliziert und schwankt zwischen romantischen Gefühlen und der Erfüllung ihres Vertrags.

## Synchronisation
| Rolle            | japanischer Sprecher (Seiyū) |
| ---------------- | ---------------------------- |
| Shu Ogata        | Soma Saito                   |
| Kisara           | Saya Aizawa                  |
| Ayano Yugiri     | Lynn                         |
| Sharon Holygrail | Rumi Okubo                   |
| Mika             | Kosuke Sakaki                |
| Chloe Tang       | Arisa Kōri                   |

## Anime
Der Anime wurde zuerst als Project Engage bezeichnet, in dem Fumiaki Maruto und Tsunako als Hauptmitarbeiter aufgeführt wurden. Die Details wurden am Aniplex-Stand auf der AnimeJapan 2022 bekannt gegeben. Die Serie mit dem Titel Engage Kiss wurde von A-1 Pictures produziert und von Tomoya Tanaka inszeniert, wobei Shunsaku Yano für das Weltsetting verantwortlich ist, Shinpei Wada Megumi Katagiris Dämonendesigns für die Animation adaptiert und Yoshiaki Fujisawa die Musik komponiert. Es wurde am 3. Juli 2022 auf Tokyo MX und anderen Kanälen uraufgeführt. Das Eröffnungslied Dare-kare, Scramble (誰彼スクランブル) wurde von Halca gesungen. Das abschließende Titellied Renai-Nō (恋愛脳) wurde von Akari Nanawo gesungen. Crunchyroll lizenzierte die Serie außerhalb Asiens für einen englischen Simulcast und Simuldub. 